# 2ª Squadriglia da ricognizione e combattimento
La 2ª Squadriglia da ricognizione e combattimento del Servizio Aeronautico del Regio Esercito fu costituita nel dicembre 1914 sul campo di Portogruaro con aerei Blériot.

## Storia
Allo scoppio della prima guerra mondiale, nel dicembre 1914, la 2ª Squadriglia Blériot del I Gruppo è comandata dal capitano pilota Ercole Capuzzo, altri 4 piloti, un osservatore e 5 Blériot XI di stanza a Portogruaro.
Il reparto si sposta subito a Chiasiellis ed il 2 giugno passa sotto il II Gruppo (poi 2º Gruppo).
Il 7 giugno il cap. Ferdinando Sanità lancia 4 bombe su Gorizia.
Il 18 giugno Capuzzo cede il comando al cap. Gaspare Bolla ed il 2 luglio un Bleriot bombarda Duino.
Il 18 luglio Bolla muore per incidente aereo ed il comando viene preso da Sanità.
Il 31 luglio la Squadriglia con 4 Blériot viene sciolta per vetustà dopo aver fatto 18 bombardamenti e 23 ricognizioni.
Il 10 agosto la 14ª Squadriglia da ricognizione e combattimento Farman creata il 18 luglio a Pordenone diventa 2ª Squadriglia Farman ai comandi del cap. Michele Masi, altri 5 piloti ed un osservatore e 4 Farman MF.11 sotto il I Gruppo e va a Chiasiellis.
Il 19 agosto è all'Aeroporto di Udine-Campoformido, il 22 agosto passa sotto il II Gruppo ed il 23 sotto il Comando supremo militare italiano per la difesa di Udine rinforzata da 2 Nieuport-Macchi Ni.10 biplani ricevuti dalla 8ª Squadriglia da ricognizione e combattimento con 3 piloti tra cui il tenente Francesco Baracca e dal 1º settembre il Cap. Oreste Salomone.
Il 1º dicembre 1915 diventa 2ª Squadriglia da ricognizione e combattimento ed il 15 dicembre perde la Sezione Nieuport.
L'unità nel 1915 ha effettuato 279 voli di guerra sostenendo 7 combattimenti.
Al 1º gennaio 1916 la squadriglia aveva 7 piloti e 4 osservatori ed in febbraio dispone di 10 Farman.
Il 7 aprile 1916 in risposta ad un’azione notturna da parte dell’aviazione nemica si perde il Farman del Ten. osservatore Michele Martinelli e del Caporale pilota Tersilio Taliani che al rientro si abbatte al suolo causando la morte di Martinelli ed il ferimento di Taliani.
Il 15 aprile 1916 nel cambio di tutti nomi delle squadriglie diventa la 33ª Squadriglia.